# فنجانکی هوکر
فنجانکی هوکر (نام علمی: Cyathea hookeri) نام یک گونه از سرده فنجانکی‌ها است.